# Myliobatis

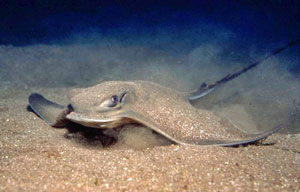
Milana

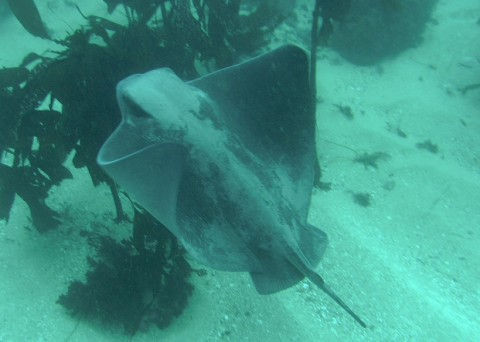
Milana de Califòrnia

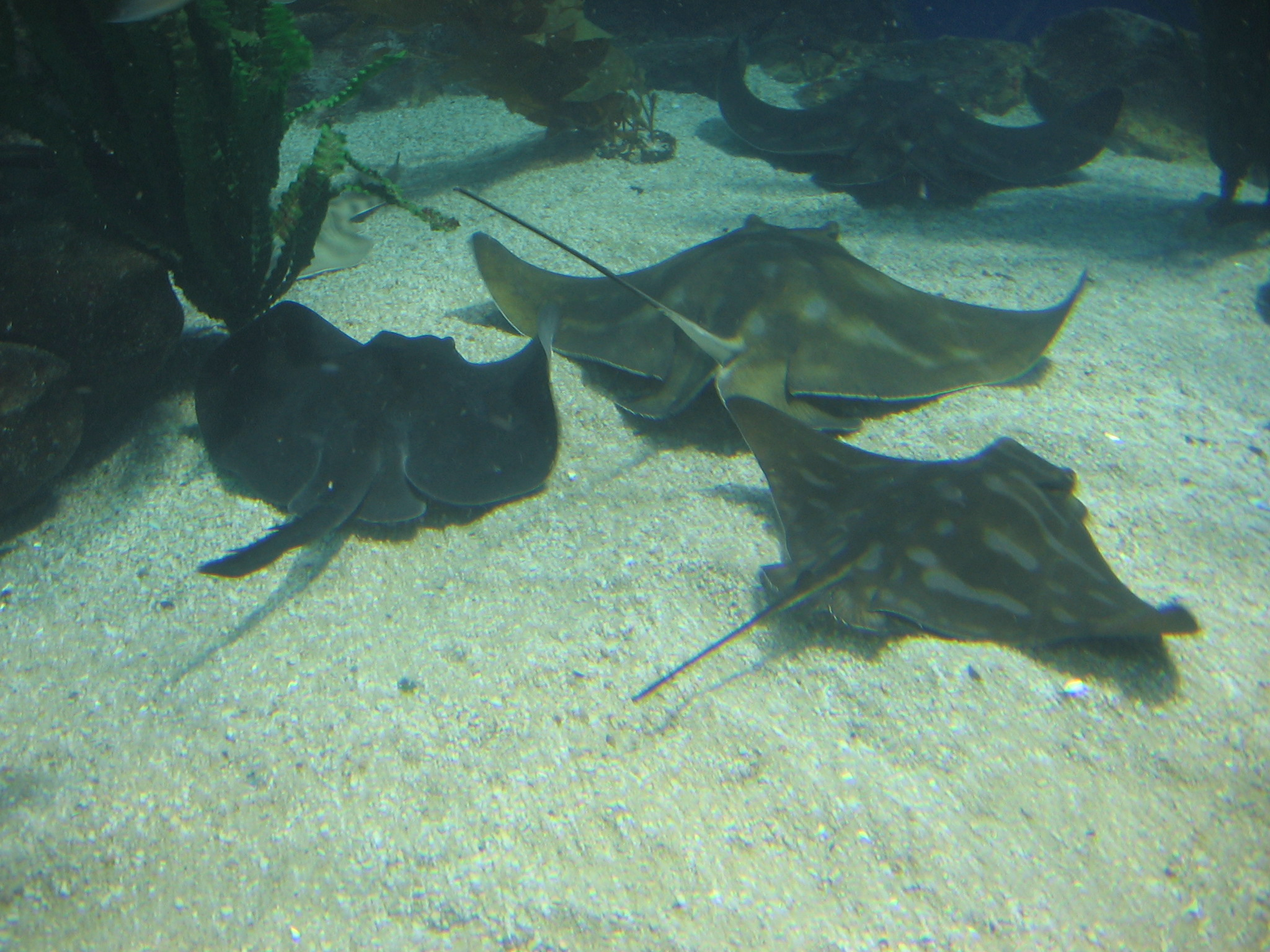
Milana d'Austràlia

Myliobatis és un gènere de peixos condrictis de la família dels miliobàtids i de l'ordre dels myliobatiformes. La milana (Myliobatis aquila) n'és un dels seus representants als Països Catalans.

## Morfologia
- Disc romboïdal, més ample que llarg.
- Aletes pectorals molt desenvolupades en forma d'ala, amb la punta roma i còncaves a la vora posterior.
- Cap ample, curt i projectat molt per davant del disc.
- Ulls i espiracles sobre el costat del cap.
- Cua prima i flagel·liforme tan llarga com el disc.
- Sense aleta caudal
- Pell llisa.

## Hàbitat
Viuen als fons sorrencs costaners.

## Distribució geogràfica
Es troba a les mars temperades i càlides de tot el planeta.

## Alimentació
Mengen invertebrats bentònics.

## Taxonomia
- Milana (Myliobatis aquila) (Linnaeus, 1758)[4]
- Milana d'Austràlia (Myliobatis australis) (Macleay, 1881)[5]
- Myliobatis bispinosa (Storer, 1842)
- Milana de Califòrnia (Myliobatis californica) (Gill, 1865)[6]
- Myliobatis chilensis (Philippi, 1893)[7][8]
- Myliobatis cornuta (Günther, 1870)
- Myliobatis freminvillii (Lesueur, 1824)[9]
- Myliobatis goodei (Garman, 1885)[10]
- Myliobatis hamlyni (Ogilby, 1911)[11]
- Myliobatis jussieuri (Cuvier, 1829)
- Myliobatis longirostris (Applegate & Fitch, 1964)[12]
- Myliobatis oculea (Richardson, 1846)
- Myliobatis peruvianus (Garman, 1913)[13]
- Myliobatis punctata (Maclay & Macleay, 1886)
- Myliobatis rhombus (Basilewsky, 1855)[14]
- Myliobatis tenuicaudatus (Hector, 1877)[15]
- Myliobatis tobijei (Bleeker, 1854)[16]